# Remontedepot Havelberg
Das Remontedepot Havelberg war eine königlich-preußische Militäreinrichtung und Verwaltungseinheit mit Sitz in Havelberg (heute Landkreis Stendal, Sachsen-Anhalt). 1905 existierten 18 preußische Remontedepots, deren Aufgabe die Ausbildung von Pferden für die verschiedenen Verwendungen in der Armee war. Das Remontedepot Havelberg war das Erste seiner Art in der damaligen Provinz Brandenburg. Es wurde 1824 im Vorwerk Wöplitz gegründet, aber bereits 1832 wieder aufgelöst. 

## Allgemeine Geschichte zu den Remontedepots
Die königlich-preußische Armee brauchte für ihre Kavallerieeinheiten ständigen Nachschub an Pferden. Die Armee betrieb keine eigene Pferdezucht, sondern kaufte drei- bis vierjährige Pferde von Privatleuten oder Gutsbesitzern an, die Pferdezucht z. T. in größerem Stil betrieben. Die zukünftigen Armeepferde wurden Remonten genannt, die für ihre Aufgaben in der Armee in sog. Remontedepots verpflegt und ausgebildet wurden. 1821 wurde das erste Remontedepot in Preußen in Neuhof bei Treptow an der Rega (heute Trzebiatów in der Woiwodschaft Westpommern, Polen) eingerichtet. 1888 gab es in Preußen 15 Remontedepots, die ca. 7300 Pferde ausbildeten. 1905 waren es sogar 18 Remontedepots mit 9550 Pferden. Die meisten Remontedepots der preußischen Armee lagen in Ost- und Westpreußen, wo die Pferdezucht in großem Stil betrieben wurde.

## Das Remontedepot Havelberg
Das Remontedepot Havelberg wurde im Jahr 1824 eingerichtet. Es war für die Aufnahme von 350 bis 400 Pferden (bzw. Remonten) konzipiert. Es war ursprünglich als Remontedepot für das IV. Armeekorps vorgesehen, dessen Generalkommando ab 1818 in Magdeburg bzw. von 1822 bis 1826 in Erfurt, danach wieder in Magdeburg sein Hauptquartier hatte. Der Sitz der Königlichen Remonteadministration war im Dombezirk von Havelberg. Die Ställe waren im Vorwerk Wöplitz (heute Ortsteil der Stadt Havelberg) östlich von Havelberg eingerichtet. Im Oktober 1825 wurden an Futter 150 Wispel Hafer, 1700 Zentner Heu und 180 Schock Stroh veranschlagt. Die Remonten wurden auf Ankaufsmärkten in Wernigerode, Osterwieck, Egeln, Wolmirstedt, Oebisfelde, Salzwedel, Calbe, Stendal und in Seehausen, wie z. B. im August 1829 stattfanden, von einer Militärkommission angekauft. Auf den weiter entfernt liegenden Märkten wurden die Pferde den Verkäufern sofort abgenommen. Die Verkäufer auf den Märkten in Stendal und Seehausen mussten die Remonten dagegen nach Havelberg bringen und erhielten dort ihre Bezahlung. Im Jahr 1831 mussten sogar Verkäufer auf den Ankaufsmärkten in Wusterhausen, Fehrbellin, Rathenow, Salzwedel, Stendal, Seehausen, Wilsnack, Lenzen, Perleberg und Havelberg ihre Pferde nach Havelberg bringen.
1832 wurde der Pachtvertrag für das Vorwerk Wöplitz aufgelöst und neu ausgeschrieben. Die Aufgabe des Remontedepots Havelberg erfolgte wegen der häufigen Überschwemmungen der Pferdeweiden, dem schlechten Acker und der zu teuren Ernährung der Pferde.

## Administrator
- 1825 Dr. Karl August Ramdohr, Administrator, erhielt 1825 den Titel Oberamtmann[12]